# Besitzanweisung

Illustration der Besitzanweisung
Der Besitz an der Sache (Dreieck) bzw. der Besitzer bleibt unverändert (bei) ein(em) Dritten, das Eigentum an der Sache (Quadrat) wechselt vom Verkäufer zum Käufer

Eine Besitzanweisung ist nach österreichischem Recht eine Anweisung des Eigentümers an seinen Besitzmittler, eine Sache nun für einen anderen, den künftigen Eigentümer, innezuhaben.
Die Besitzanweisung findet insbesondere bei der Zession Anwendung: Der Zessionar kann bei Abtretung einer Forderung, die mittels Eigentumsvorbehalt besichert ist, das vorbehaltene Eigentum nicht im Wege der Zession erhalten (Sachenrechte können nicht zediert werden!), sondern nur durch das sachenrechtliche Rechtsinstitut der Besitzanweisung.